# Nueva Gerona
Nueva Gerona és una ciutat de l'Illa de la Juventud (Cuba) que n'exerceix la capitalitat. La ciutat es troba entre els turons de Caballos i Casas, a 3 km del riu Casas, una sortida navegable al mar del Carib.
La ciutat fou fundada el 1830 per colons nord-americans amb el nom "Reina Amalia". La ciutat pren el nom en castellà de la ciutat catalana de Girona en honor del Capità General de Cuba Francesc Dionís Vives i Planes que va repoblar aquesta illa per ordre d'un Reial Decret de la Corona Espanyola.

## Demografia
| 31 desembre 1943 | 31 desembre 1953 | 31 desembre 1970 | 31 desembre 1981 | 31 desembre 2002 | 31 desembre 2012 | 31 desembre 2018 | 31 desembre 2019 |
| 2.935            | 3.291            | 17.143           | 31.119           | 46.923           | 46.264           | 45.650           | 45.577           |

## Ciutats agermanades
- Girona (2001)